# Pandemia de COVID-19 em Serra Leoa
Este artigo documenta os impactos da pandemia de coronavírus de 2020 em Serra Leoa e pode não incluir todas as principais respostas e medidas contemporâneas.

## Linha do tempo

### Março 2020
Serra Leoa confirmou o primeiro caso de COVID-19 no país em 31 de março, um homem de 37 anos que viajou da França em 16 de março e estava isolado desde então.

### Abril 2020
Em 1 de abril, a Serra Leoa confirmou seu segundo caso, sem histórico de viagens ou contato com o primeiro caso do país. O governo anunciou um bloqueio de três dias a partir de 5 de abril.

Em 4 de abril, mais dois casos foram confirmados e outros dois em 5 de abril, elevando o total para 6. Nenhum caso adicional foi relatado em 6 de abril. No dia 7 de abril novamente, não houve novos casos e 205 pessoas em quarentena, uma redução do 311 em 4 de abril.